# 2016 FZ59
2016 FZ59 ist ein Asteroid, der zu den Transneptunischen Objekten zählt und am 30. März 2016 entdeckt wurde.